# Eduardo León Jimenes
Eduardo León Jimenes (Guazumal, Tamboril, Santiago, 1884-1937) fue un empresario dominicano, fundador de La Aurora, una fábrica de cigarros que dio origen al consorcio Grupo León Jimenes.

## Biografía
Eduardo León Jimenes nació el 29 de diciembre de 1884, en Guazumal una comunidad rural del municipio de Tamboril, en la provincia de Santiago. Era el tercer hijo del matrimonio formado por Antonio León y María Natividad Jimenes. Su padre era un comerciante español que se estableció en la zona y se casó con una dominicana. Su madre era hija de un tabaquero francés y una Dominicana.
Desde niño, Eduardo mostró interés por el negocio del tabaco y aprendió el oficio junto a su abuelo materno. A los 14 años se trasladó a Santiago para estudiar contabilidad y administración en el Colegio San Luis Gonzaga.
En 1903, a los 19 años, fundó La Aurora, una pequeña fábrica de cigarros que operaba con cuatro empleados en la comunidad de Don Pedro, cerca de Guazumal. Con el tiempo, La Aurora se convirtió en una marca de prestigio internacional, gracias a la calidad de sus cigarros elaborados manualmente con hojas seleccionadas de tabaco dominicano. El año 1963 marcó un hito para La Aurora, al inaugurar una nueva fábrica con maquinaria moderna y mayor capacidad de producción.
Eduardo León Jimenes se casó con María Asensio Bermúdez, con quien tuvo siete hijos: Eduardo Antonio, José, Guillermo, Fernando, Clara, Rosa y Carmen. Sus hijos siguieron el legado de su padre y expandieron el negocio familiar a otros sectores como la cervecería, el ron, los bancos y los medios de comunicación.
Eduardo León Jimenes falleció en 1937. Su memoria ha sido honrada con diversos reconocimientos y homenajes, como el Concurso de Arte Eduardo León Jimenes, que desde 1964 promueve el desarrollo y la visibilización del arte contemporáneo creado en República Dominicana.

## Descendientes
Eduardo León Jimenes tuvo 7 hijos con su esposa María Asensio cordoba: Eduardo Antonio, José, Guillermo, fernando, clara, rosa y carmen.  De ellos, cuatro se dedicaron al negocio familiar: ,José León Asensio un cazador de éxitos - Listín Diario. https://listindiario.com/la-republica/2013/09/08/291320/jose-leon-asencio-un-cazador-de-exitos</.